# Paris-Tours 2000
La 94e édition de Paris-Tours a eu lieu le 8 octobre 2000. Elle constitue la neuvième épreuve de la Coupe du monde de cyclisme et est remportée par l'Italien Andrea Tafi de l'équipe Mapei-QuickStep.

## Présentation

### Équipes
| Groupes sportifs I (18)- Rabobank - Mapei-Quick Step - Deutsche Telekom - Kelme-Costa Blanca - Fassa Bortolo - Lampre-Daikin - Vini Caldirola-Sidermec - Festina - Farm Frites - Liquigas-Pata - Cofidis-Le Crédit par Téléphone - Saeco-Valli & Valli - Mercatone Uno-Albacom - Memory Card-Jack & Jones - Lotto-Adecco - La Française des jeux - Polti - AG2R Prévoyance Groupes sportifs II (7)- Euskaltel-Euskadi - Crédit Agricole - Jean Delatour - Bonjour-Toupargel - Alexia Alluminio - BigMat-Auber 93 - Saint-Quentin-Oktos |
| |

## Récit de la course
La course est disputée dans une météo difficile, avec un fort vent et de la pluie. Un groupe de treize coureurs en profite pour se détacher du peloton à cinquante kilomètres de l’arrivée. L’équipe Mapei, avec trois coureurs (Andrea Tafi, Daniele Nardello et Paolo Bettini) y est largement dominante. À 23 kilomètres de l’arrivée, Tafi attaque. Il profite ensuite du contrôle exercé par ses coéquipiers sur les poursuivants, à l’image de Nardello qui suit Andrei Tchmil sans le relayer. Tafi s’impose donc en solitaire tandis que Tchmill et Nardello complètent le podium,.

## Classement final
| \| Classement général \| Classement général \| Classement général \| Classement général \| Classement général \| \| Coureur \| Coureur \| Pays \| Équipe \| Temps \| \| ------------------ \| ------------------- \| ------------------ \| ------------------------------- \| ------------------ \| \| 1er \| Andrea Tafi \| Italie \| Mapei-Quick Step \| 6 h 38 min 14 s \| \| 2e \| Andreï Tchmil \| Belgique \| Lotto-Adecco \| + 39 s \| \| 3e \| Daniele Nardello \| Italie \| Mapei-Quick Step \| + 39 s \| \| 4e \| Paolo Bettini \| Italie \| Mapei-Quick Step \| + 1 min 36 s \| \| 5e \| Gorazd Štangelj \| Slovénie \| Liquigas-Pata \| + 1 min 39 s \| \| 6e \| Rik Verbrugghe \| Belgique \| Lotto-Adecco \| + 1 min 39 s \| \| 7e \| Zbigniew Spruch \| Pologne \| Lampre-Daikin \| + 1 min 39 s \| \| 8e \| Rolf Sørensen \| Danemark \| Rabobank \| + 2 min 00 s \| \| 9e \| Jaan Kirsipuu \| Estonie \| AG2R Prévoyance \| + 2 min 05 s \| \| 10e \| Alessandro Petacchi \| Italie \| Fassa Bortolo \| + 2 min 05 s \| \| 11e \| Erik Zabel \| Allemagne \| Deutsche Telekom \| + 2 min 05 s \| \| 12e \| Nico Mattan \| Belgique \| Cofidis-Le Crédit par Téléphone \| + 2 min 09 s \| \| 13e \| Peter Van Petegem \| Belgique \| Farm Frites \| + 3 min 44 s \| \| 14e \| Frank Høj \| Danemark \| La Française des jeux \| + 3 min 44 s \| \| 15e \| Fabio Baldato \| Italie \| Fassa Bortolo \| + 3 min 44 s \| \| 16e \| Léon van Bon \| Pays-Bas \| Rabobank \| + 3 min 44 s \| \| 17e \| Mirko Celestino \| Italie \| Polti \| + 3 min 44 s \| \| 18e \| Frédéric Guesdon \| France \| La Française des jeux \| + 3 min 44 s \| \| 19e \| Sébastien Hinault \| France \| Crédit Agricole \| + 3 min 44 s \| \| 20e \| Nicola Loda \| Italie \| Fassa Bortolo \| + 3 min 44 s \| |                     |           |                                 |                 |
| |                     |           |                                 |                 |
| |                     |           |                                 |                 |
| Classement général |                     |           |                                 |                 |
| Coureur | Coureur             | Pays      | Équipe                          | Temps           |
| 1er | Andrea Tafi         | Italie    | Mapei-Quick Step                | 6 h 38 min 14 s |
| 2e | Andreï Tchmil       | Belgique  | Lotto-Adecco                    | + 39 s          |
| 3e | Daniele Nardello    | Italie    | Mapei-Quick Step                | + 39 s          |
| 4e | Paolo Bettini       | Italie    | Mapei-Quick Step                | + 1 min 36 s    |
| 5e | Gorazd Štangelj     | Slovénie  | Liquigas-Pata                   | + 1 min 39 s    |
| 6e | Rik Verbrugghe      | Belgique  | Lotto-Adecco                    | + 1 min 39 s    |
| 7e | Zbigniew Spruch     | Pologne   | Lampre-Daikin                   | + 1 min 39 s    |
| 8e | Rolf Sørensen       | Danemark  | Rabobank                        | + 2 min 00 s    |
| 9e | Jaan Kirsipuu       | Estonie   | AG2R Prévoyance                 | + 2 min 05 s    |
| 10e | Alessandro Petacchi | Italie    | Fassa Bortolo                   | + 2 min 05 s    |
| 11e | Erik Zabel          | Allemagne | Deutsche Telekom                | + 2 min 05 s    |
| 12e | Nico Mattan         | Belgique  | Cofidis-Le Crédit par Téléphone | + 2 min 09 s    |
| 13e | Peter Van Petegem   | Belgique  | Farm Frites                     | + 3 min 44 s    |
| 14e | Frank Høj           | Danemark  | La Française des jeux           | + 3 min 44 s    |
| 15e | Fabio Baldato       | Italie    | Fassa Bortolo                   | + 3 min 44 s    |
| 16e | Léon van Bon        | Pays-Bas  | Rabobank                        | + 3 min 44 s    |
| 17e | Mirko Celestino     | Italie    | Polti                           | + 3 min 44 s    |
| 18e | Frédéric Guesdon    | France    | La Française des jeux           | + 3 min 44 s    |
| 19e | Sébastien Hinault   | France    | Crédit Agricole                 | + 3 min 44 s    |
| 20e | Nicola Loda         | Italie    | Fassa Bortolo                   | + 3 min 44 s    |

### Classement UCI
La course attribue des points à la Coupe du monde de cyclisme sur route 2000 selon le barème suivant :
| Position           | 1er | 2e | 3e | 4e | 5e | 6e | 7e | 8e | 9e | 10e | 11e | 12e | 13e | 14e | 15e | 16e | 17e | 18e | 19e | 20e | 21e | 22e | 23e | 24e | 25e |
| Classement général | 100 | 70 | 50 | 40 | 36 | 32 | 28 | 24 | 20 | 16  | 15  | 14  | 13  | 12  | 11  | 10  | 9   | 8   | 7   | 6   | 5   | 4   | 3   | 2   | 1   |

## Liste des participants
| Rabobank RAB | Rabobank RAB             | Rabobank RAB |
| ------------ | ------------------------ | ------------ |
| Num          | Coureur                  | Pos          |
| 1            | Marc Wauters (BEL)       |              |
| 2            | Michael Boogerd (NED)    |              |
| 3            | Steven de Jongh (NED)    |              |
| 4            | Maarten den Bakker (NED) |              |
| 5            | Rolf Sørensen (DEN)      | 8e           |
| 6            | Léon van Bon (NED)       | 16e          |
| 7            | Aart Vierhouten (NED)    |              |
| 8            | Markus Zberg (SUI)       |              |

| Mapei-Quick Step MAP | Mapei-Quick Step MAP   | Mapei-Quick Step MAP |
| -------------------- | ---------------------- | -------------------- |
| Num                  | Coureur                | Pos                  |
| 11                   | Óscar Freire (ESP)     |                      |
| 12                   | Paolo Bettini (ITA)    | 4e                   |
| 13                   | Davide Bramati (ITA)   |                      |
| 14                   | Dario Cioni (ITA)      |                      |
| 15                   | Gianni Faresin (ITA)   |                      |
| 16                   | Daniele Nardello (ITA) | 3e                   |
| 17                   | Luca Paolini (ITA)     |                      |
| 18                   | Andrea Tafi (ITA)      | 1er                  |

| Deutsche Telekom TEL | Deutsche Telekom TEL       | Deutsche Telekom TEL |
| -------------------- | -------------------------- | -------------------- |
| Num                  | Coureur                    | Pos                  |
| 21                   | Erik Zabel (GER)           | 11e                  |
| 22                   | Rolf Aldag (GER)           |                      |
| 23                   | Ralf Grabsch (GER)         |                      |
| 24                   | Kai Hundertmarck (GER)     |                      |
| 25                   | Andreas Klöden (GER)       |                      |
| 26                   | Jan Schaffrath (GER)       |                      |
| 27                   | Jan Ullrich (GER)          |                      |
| 28                   | Alexandre Vinokourov (KAZ) |                      |

| Kelme-Costa Blanca KEL | Kelme-Costa Blanca KEL       | Kelme-Costa Blanca KEL |
| ---------------------- | ---------------------------- | ---------------------- |
| Num                    | Coureur                      | Pos                    |
| 31                     | José Enrique Gutiérrez (ESP) |                        |
| 32                     | Alvaro Forner (ESP)          |                        |
| 33                     | Isaac Gálvez (ESP)           |                        |
| 34                     | Jesús Manzano (ESP)          |                        |
| 35                     | Eligio Requejo (ESP)         |                        |
| 36                     | Ángel Vicioso (ESP)          |                        |

| Fassa Bortolo FAS | Fassa Bortolo FAS         | Fassa Bortolo FAS |
| ----------------- | ------------------------- | ----------------- |
| Num               | Coureur                   | Pos               |
| 41                | Fabio Baldato (ITA)       | 15e               |
| 42                | Andrea Ferrigato (ITA)    |                   |
| 43                | Dimitri Konyshev (RUS)    |                   |
| 44                | Nicola Loda (ITA)         | 20e               |
| 45                | Andrea Peron (ITA)        |                   |
| 46                | Alessandro Petacchi (ITA) | 10e               |
| 47                | Raimondas Rumšas (LTU)    |                   |
| 48                | Matteo Tosatto (ITA)      |                   |

| Lampre-Daikin LAM | Lampre-Daikin LAM        | Lampre-Daikin LAM |
| ----------------- | ------------------------ | ----------------- |
| Num               | Coureur                  | Pos               |
| 51                | Franco Ballerini (ITA)   |                   |
| 52                | Oscar Camenzind (SUI)    |                   |
| 53                | Robert Hunter (RSA)      |                   |
| 54                | Gabriele Missaglia (ITA) |                   |
| 55                | Mariano Piccoli (ITA)    |                   |
| 56                | Marco Serpellini (ITA)   |                   |
| 57                | Massimo Codol (ITA)      |                   |
| 58                | Zbigniew Spruch (POL)    | 7e                |

| Vini Caldirola-Sidermec ___ | Vini Caldirola-Sidermec ___ | Vini Caldirola-Sidermec ___ |
| --------------------------- | --------------------------- | --------------------------- |
| Num                         | Coureur                     | Pos                         |
| 62                          | Stefan Rütimann (SUI)       |                             |
| 63                          | Sandro Giacomelli (ITA)     |                             |
| 64                          | Andrej Hauptman (SLO)       |                             |
| 65                          | Marco Milesi (ITA)          |                             |
| 66                          | Mauro Radaelli (ITA)        |                             |
| 67                          | Romāns Vainšteins (LAT)     |                             |
| 68                          | Pietro Zucconi (SUI)        |                             |

| Festina FES | Festina FES             | Festina FES |
| ----------- | ----------------------- | ----------- |
| Num         | Coureur                 | Pos         |
| 71          | Christophe Moreau (FRA) |             |
| 72          | Stéphane Augé (FRA)     |             |
| 73          | Florent Brard (FRA)     |             |
| 74          | David Clinger (USA)     |             |
| 75          | Andy Flickinger (FRA)   |             |
| 77          | Rolf Huser (SUI)        |             |
| 78          | Nicolas Reynaud (FRA)   |             |

| Farm Frites FAR | Farm Frites FAR          | Farm Frites FAR |
| --------------- | ------------------------ | --------------- |
| Num             | Coureur                  | Pos             |
| 81              | Peter Van Petegem (BEL)  | 13e             |
| 82              | Sergueï Ivanov (RUS)     |                 |
| 83              | Jans Koerts (NED)        |                 |
| 84              | Gerben Löwik (NED)       |                 |
| 85              | Glenn Magnusson (SWE)    |                 |
| 86              | Guennadi Mikhailov (RUS) |                 |
| 87              | Remco van der Ven (NED)  |                 |
| 88              | Miguel Van Kessel (NED)  |                 |

| Liquigas-Pata ___ | Liquigas-Pata ___      | Liquigas-Pata ___ |
| ----------------- | ---------------------- | ----------------- |
| Num               | Coureur                | Pos               |
| 91                | Stefano Cattai (ITA)   |                   |
| 92                | Daniele Contrini (ITA) |                   |
| 93                | Mirko Marini (ITA)     |                   |
| 94                | Ellis Rastelli (ITA)   |                   |
| 95                | Cristian Salvato (ITA) |                   |
| 96                | Gorazd Štangelj (SLO)  | 5e                |
| 97                | Denis Zanette (ITA)    |                   |
| 98                | Marco Zanotti (ITA)    |                   |

| Cofidis-Le Crédit par Téléphone COF | Cofidis-Le Crédit par Téléphone COF | Cofidis-Le Crédit par Téléphone COF |
| ----------------------------------- | ----------------------------------- | ----------------------------------- |
| Num                                 | Coureur                             | Pos                                 |
| 101                                 | Jo Planckaert (BEL)                 |                                     |
| 102                                 | Laurent Desbiens (FRA)              |                                     |
| 103                                 | Peter Farazijn (BEL)                |                                     |
| 104                                 | Claude Lamour (FRA)                 |                                     |
| 105                                 | Roland Meier (SUI)                  |                                     |
| 106                                 | Nico Mattan (BEL)                   | 12e                                 |
| 108                                 | Chris Peers (BEL)                   |                                     |

| Saeco-Valli & Valli SAE | Saeco-Valli & Valli SAE | Saeco-Valli & Valli SAE |
| ----------------------- | ----------------------- | ----------------------- |
| Num                     | Coureur                 | Pos                     |
| 111                     | Igor Pugaci (MDA)       |                         |
| 112                     | Christophe Brandt (BEL) |                         |
| 113                     | Biagio Conte (ITA)      |                         |
| 114                     | Alessandro Guerra (ITA) |                         |
| 115                     | Jörg Ludewig (GER)      |                         |
| 116                     | Armin Meier (SUI)       |                         |
| 117                     | Massimiliano Mori (ITA) |                         |
| 118                     | Danny Pate (USA)        |                         |

| Mercatone Uno-Albacom ___ | Mercatone Uno-Albacom ___ | Mercatone Uno-Albacom ___ |
| ------------------------- | ------------------------- | ------------------------- |
| Num                       | Coureur                   | Pos                       |
| 121                       | Marco Velo (ITA)          |                           |
| 122                       | Marco Artunghi (ITA)      |                           |
| 123                       | Maurizio Caravaggio (ITA) |                           |
| 124                       | Massimo Cigana (ITA)      |                           |
| 126                       | Gianmario Ortenzi (ITA)   |                           |
| 127                       | Massimo Podenzana (ITA)   |                           |

| Memory Card-Jack & Jones MCJ | Memory Card-Jack & Jones MCJ | Memory Card-Jack & Jones MCJ |
| ---------------------------- | ---------------------------- | ---------------------------- |
| Num                          | Coureur                      | Pos                          |
| 131                          | Bo Hamburger (DEN)           |                              |
| 132                          | Frank Corvers (BEL)          |                              |
| 133                          | Tristan Hoffman (NED)        |                              |
| 134                          | Allan Johansen (DEN)         |                              |
| 135                          | Arvis Piziks (LAT)           |                              |
| 136                          | Jacob Moe Rasmussen (DEN)    |                              |
| 137                          | Martin Rittsel (SWE)         |                              |

| Lotto-Adecco LOT | Lotto-Adecco LOT           | Lotto-Adecco LOT |
| ---------------- | -------------------------- | ---------------- |
| Num              | Coureur                    | Pos              |
| 141              | Andreï Tchmil (BEL)        | 2e               |
| 142              | Serge Baguet (BEL)         |                  |
| 143              | Fabien De Waele (BEL)      |                  |
| 144              | Christophe Detilloux (BEL) |                  |
| 145              | Thierry Marichal (BEL)     |                  |
| 146              | Kurt Van de Wouwer (BEL)   |                  |
| 147              | Paul Van Hyfte (BEL)       |                  |
| 148              | Rik Verbrugghe (BEL)       | 6e               |

| La Française des jeux FDJ | La Française des jeux FDJ | La Française des jeux FDJ |
| ------------------------- | ------------------------- | ------------------------- |
| Num                       | Coureur                   | Pos                       |
| 151                       | Stéphane Heulot (FRA)     |                           |
| 152                       | Frédéric Guesdon (FRA)    | 18e                       |
| 153                       | Fabrizio Guidi (ITA)      |                           |
| 154                       | Frank Høj (DEN)           | 14e                       |
| 155                       | Xavier Jan (FRA)          |                           |
| 156                       | Christophe Mengin (FRA)   |                           |
| 157                       | Lars Michaelsen (DEN)     |                           |
| 158                       | Nicolas Vogondy (FRA)     |                           |

| Polti PLT | Polti PLT              | Polti PLT |
| --------- | ---------------------- | --------- |
| Num       | Coureur                | Pos       |
| 161       | Richard Virenque (FRA) |           |
| 162       | Enrico Cassani (ITA)   |           |
| 163       | Mirko Celestino (ITA)  | 17e       |
| 164       | Michele Colleoni (ITA) |           |
| 165       | Mirko Crepaldi (ITA)   |           |
| 167       | Eddy Mazzoleni (ITA)   |           |
| 168       | Fabio Sacchi (ITA)     |           |

| AG2R Prévoyance A2R | AG2R Prévoyance A2R        | AG2R Prévoyance A2R |
| ------------------- | -------------------------- | ------------------- |
| Num                 | Coureur                    | Pos                 |
| 171                 | Jaan Kirsipuu (EST)        | 9e                  |
| 172                 | Christophe Agnolutto (FRA) |                     |
| 173                 | Stéphane Barthe (FRA)      |                     |
| 174                 | Alexandre Botcharov (RUS)  |                     |
| 175                 | Artūras Kasputis (LTU)     |                     |
| 176                 | Gilles Maignan (FRA)       |                     |
| 177                 | Benoît Salmon (FRA)        |                     |
| 178                 | Ludovic Turpin (FRA)       |                     |

| Euskaltel-Euskadi EUS | Euskaltel-Euskadi EUS         | Euskaltel-Euskadi EUS |
| --------------------- | ----------------------------- | --------------------- |
| Num                   | Coureur                       | Pos                   |
| 181                   | Iker Flores (ESP)             |                       |
| 182                   | Gorka Arrizabalaga (ESP)      |                       |
| 183                   | Mikel Artetxe (ESP)           |                       |
| 184                   | Alberto López de Munain (ESP) |                       |
| 185                   | José Alberto Martínez (ESP)   |                       |
| 186                   | Iban Mayo (ESP)               |                       |
| 187                   | Josu Silloniz (ESP)           |                       |
| 188                   | Haimar Zubeldia (ESP)         |                       |

| Crédit Agricole C.A | Crédit Agricole C.A      | Crédit Agricole C.A |
| ------------------- | ------------------------ | ------------------- |
| Num                 | Coureur                  | Pos                 |
| 191                 | Thor Hushovd (NOR)       |                     |
| 192                 | Magnus Bäckstedt (SWE)   |                     |
| 193                 | Frédéric Finot (FRA)     |                     |
| 194                 | Sébastien Hinault (FRA)  | 19e                 |
| 195                 | Christopher Jenner (NZL) |                     |
| 196                 | Stuart O'Grady (AUS)     |                     |
| 197                 | Benoît Poilvet (FRA)     |                     |
| 198                 | Jens Voigt (GER)         |                     |

| Jean Delatour DEL | Jean Delatour DEL         | Jean Delatour DEL |
| ----------------- | ------------------------- | ----------------- |
| Num               | Coureur                   | Pos               |
| 201               | Laurent Brochard (FRA)    |                   |
| 202               | Frédéric Bessy (FRA)      |                   |
| 203               | Gilles Bouvard (FRA)      |                   |
| 204               | Cyril Dessel (FRA)        |                   |
| 205               | Patrice Halgand (FRA)     |                   |
| 206               | Eddy Seigneur (FRA)       |                   |
| 207               | Francisque Teyssier (FRA) |                   |
| 208               | Olivier Trastour (FRA)    |                   |

| Bonjour-Toupargel BJT | Bonjour-Toupargel BJT      | Bonjour-Toupargel BJT |
| --------------------- | -------------------------- | --------------------- |
| Num                   | Coureur                    | Pos                   |
| 211                   | François Simon (FRA)       |                       |
| 212                   | Franck Bouyer (FRA)        |                       |
| 213                   | Sylvain Chavanel (FRA)     |                       |
| 214                   | Charles Guilbert (FRA)     |                       |
| 215                   | Frédéric Mainguenaud (FRA) |                       |
| 216                   | Fabrice Salanson (FRA)     |                       |

| Alexia Alluminio ALA | Alexia Alluminio ALA      | Alexia Alluminio ALA |
| -------------------- | ------------------------- | -------------------- |
| Num                  | Coureur                   | Pos                  |
| 221                  | Nicola Minali (ITA)       |                      |
| 222                  | Dario Andriotto (ITA)     |                      |
| 223                  | Christian Auriemma (ITA)  |                      |
| 224                  | Giacomo Battistel (ITA)   |                      |
| 225                  | Stefano Della Santa (ITA) |                      |
| 226                  | Leandro Fioroni (ITA)     |                      |
| 227                  | Eddy Serri (ITA)          |                      |
| 228                  | Marco Villa (ITA)         |                      |

| BigMat-Auber 93 BIG | BigMat-Auber 93 BIG        | BigMat-Auber 93 BIG |
| ------------------- | -------------------------- | ------------------- |
| Num                 | Coureur                    | Pos                 |
| 231                 | Christophe Capelle (FRA)   |                     |
| 232                 | Ludovic Auger (FRA)        |                     |
| 233                 | Alexandre Chouffe (FRA)    |                     |
| 234                 | Carlos Da Cruz (FRA)       |                     |
| 235                 | Oleg Joukov (RUS)          |                     |
| 236                 | Alexei Sivakov (RUS)       |                     |
| 237                 | Jay Sweet (AUS)            |                     |
| 238                 | Sébastien Talabardon (FRA) |                     |

| Saint-Quentin-Oktos ___ | Saint-Quentin-Oktos ___   | Saint-Quentin-Oktos ___ |
| ----------------------- | ------------------------- | ----------------------- |
| Num                     | Coureur                   | Pos                     |
| 241                     | Oleg Kozlitine (KAZ)      |                         |
| 242                     | Linas Balčiūnas (LTU)     |                         |
| 243                     | Jérôme Desjardins (FRA)   |                         |
| 244                     | Mindaugas Goncaras (LTU)  |                         |
| 245                     | Saulius Ruškys (LTU)      |                         |
| 246                     | Ole Sigurd Simensen (NOR) |                         |
| 247                     | Vincent Templier (FRA)    |                         |

| Rabobank RAB | Rabobank RAB             | Rabobank RAB |
| ------------ | ------------------------ | ------------ |
| Num          | Coureur                  | Pos          |
| 1            | Marc Wauters (BEL)       |              |
| 2            | Michael Boogerd (NED)    |              |
| 3            | Steven de Jongh (NED)    |              |
| 4            | Maarten den Bakker (NED) |              |
| 5            | Rolf Sørensen (DEN)      | 8e           |
| 6            | Léon van Bon (NED)       | 16e          |
| 7            | Aart Vierhouten (NED)    |              |
| 8            | Markus Zberg (SUI)       |              |

| Mapei-Quick Step MAP | Mapei-Quick Step MAP   | Mapei-Quick Step MAP |
| -------------------- | ---------------------- | -------------------- |
| Num                  | Coureur                | Pos                  |
| 11                   | Óscar Freire (ESP)     |                      |
| 12                   | Paolo Bettini (ITA)    | 4e                   |
| 13                   | Davide Bramati (ITA)   |                      |
| 14                   | Dario Cioni (ITA)      |                      |
| 15                   | Gianni Faresin (ITA)   |                      |
| 16                   | Daniele Nardello (ITA) | 3e                   |
| 17                   | Luca Paolini (ITA)     |                      |
| 18                   | Andrea Tafi (ITA)      | 1er                  |

| Deutsche Telekom TEL | Deutsche Telekom TEL       | Deutsche Telekom TEL |
| -------------------- | -------------------------- | -------------------- |
| Num                  | Coureur                    | Pos                  |
| 21                   | Erik Zabel (GER)           | 11e                  |
| 22                   | Rolf Aldag (GER)           |                      |
| 23                   | Ralf Grabsch (GER)         |                      |
| 24                   | Kai Hundertmarck (GER)     |                      |
| 25                   | Andreas Klöden (GER)       |                      |
| 26                   | Jan Schaffrath (GER)       |                      |
| 27                   | Jan Ullrich (GER)          |                      |
| 28                   | Alexandre Vinokourov (KAZ) |                      |

| Kelme-Costa Blanca KEL | Kelme-Costa Blanca KEL       | Kelme-Costa Blanca KEL |
| ---------------------- | ---------------------------- | ---------------------- |
| Num                    | Coureur                      | Pos                    |
| 31                     | José Enrique Gutiérrez (ESP) |                        |
| 32                     | Alvaro Forner (ESP)          |                        |
| 33                     | Isaac Gálvez (ESP)           |                        |
| 34                     | Jesús Manzano (ESP)          |                        |
| 35                     | Eligio Requejo (ESP)         |                        |
| 36                     | Ángel Vicioso (ESP)          |                        |

| Fassa Bortolo FAS | Fassa Bortolo FAS         | Fassa Bortolo FAS |
| ----------------- | ------------------------- | ----------------- |
| Num               | Coureur                   | Pos               |
| 41                | Fabio Baldato (ITA)       | 15e               |
| 42                | Andrea Ferrigato (ITA)    |                   |
| 43                | Dimitri Konyshev (RUS)    |                   |
| 44                | Nicola Loda (ITA)         | 20e               |
| 45                | Andrea Peron (ITA)        |                   |
| 46                | Alessandro Petacchi (ITA) | 10e               |
| 47                | Raimondas Rumšas (LTU)    |                   |
| 48                | Matteo Tosatto (ITA)      |                   |

| Lampre-Daikin LAM | Lampre-Daikin LAM        | Lampre-Daikin LAM |
| ----------------- | ------------------------ | ----------------- |
| Num               | Coureur                  | Pos               |
| 51                | Franco Ballerini (ITA)   |                   |
| 52                | Oscar Camenzind (SUI)    |                   |
| 53                | Robert Hunter (RSA)      |                   |
| 54                | Gabriele Missaglia (ITA) |                   |
| 55                | Mariano Piccoli (ITA)    |                   |
| 56                | Marco Serpellini (ITA)   |                   |
| 57                | Massimo Codol (ITA)      |                   |
| 58                | Zbigniew Spruch (POL)    | 7e                |

| Vini Caldirola-Sidermec ___ | Vini Caldirola-Sidermec ___ | Vini Caldirola-Sidermec ___ |
| --------------------------- | --------------------------- | --------------------------- |
| Num                         | Coureur                     | Pos                         |
| 62                          | Stefan Rütimann (SUI)       |                             |
| 63                          | Sandro Giacomelli (ITA)     |                             |
| 64                          | Andrej Hauptman (SLO)       |                             |
| 65                          | Marco Milesi (ITA)          |                             |
| 66                          | Mauro Radaelli (ITA)        |                             |
| 67                          | Romāns Vainšteins (LAT)     |                             |
| 68                          | Pietro Zucconi (SUI)        |                             |

| Festina FES | Festina FES             | Festina FES |
| ----------- | ----------------------- | ----------- |
| Num         | Coureur                 | Pos         |
| 71          | Christophe Moreau (FRA) |             |
| 72          | Stéphane Augé (FRA)     |             |
| 73          | Florent Brard (FRA)     |             |
| 74          | David Clinger (USA)     |             |
| 75          | Andy Flickinger (FRA)   |             |
| 77          | Rolf Huser (SUI)        |             |
| 78          | Nicolas Reynaud (FRA)   |             |

| Farm Frites FAR | Farm Frites FAR          | Farm Frites FAR |
| --------------- | ------------------------ | --------------- |
| Num             | Coureur                  | Pos             |
| 81              | Peter Van Petegem (BEL)  | 13e             |
| 82              | Sergueï Ivanov (RUS)     |                 |
| 83              | Jans Koerts (NED)        |                 |
| 84              | Gerben Löwik (NED)       |                 |
| 85              | Glenn Magnusson (SWE)    |                 |
| 86              | Guennadi Mikhailov (RUS) |                 |
| 87              | Remco van der Ven (NED)  |                 |
| 88              | Miguel Van Kessel (NED)  |                 |

| Liquigas-Pata ___ | Liquigas-Pata ___      | Liquigas-Pata ___ |
| ----------------- | ---------------------- | ----------------- |
| Num               | Coureur                | Pos               |
| 91                | Stefano Cattai (ITA)   |                   |
| 92                | Daniele Contrini (ITA) |                   |
| 93                | Mirko Marini (ITA)     |                   |
| 94                | Ellis Rastelli (ITA)   |                   |
| 95                | Cristian Salvato (ITA) |                   |
| 96                | Gorazd Štangelj (SLO)  | 5e                |
| 97                | Denis Zanette (ITA)    |                   |
| 98                | Marco Zanotti (ITA)    |                   |

| Cofidis-Le Crédit par Téléphone COF | Cofidis-Le Crédit par Téléphone COF | Cofidis-Le Crédit par Téléphone COF |
| ----------------------------------- | ----------------------------------- | ----------------------------------- |
| Num                                 | Coureur                             | Pos                                 |
| 101                                 | Jo Planckaert (BEL)                 |                                     |
| 102                                 | Laurent Desbiens (FRA)              |                                     |
| 103                                 | Peter Farazijn (BEL)                |                                     |
| 104                                 | Claude Lamour (FRA)                 |                                     |
| 105                                 | Roland Meier (SUI)                  |                                     |
| 106                                 | Nico Mattan (BEL)                   | 12e                                 |
| 108                                 | Chris Peers (BEL)                   |                                     |

| Saeco-Valli & Valli SAE | Saeco-Valli & Valli SAE | Saeco-Valli & Valli SAE |
| ----------------------- | ----------------------- | ----------------------- |
| Num                     | Coureur                 | Pos                     |
| 111                     | Igor Pugaci (MDA)       |                         |
| 112                     | Christophe Brandt (BEL) |                         |
| 113                     | Biagio Conte (ITA)      |                         |
| 114                     | Alessandro Guerra (ITA) |                         |
| 115                     | Jörg Ludewig (GER)      |                         |
| 116                     | Armin Meier (SUI)       |                         |
| 117                     | Massimiliano Mori (ITA) |                         |
| 118                     | Danny Pate (USA)        |                         |

| Mercatone Uno-Albacom ___ | Mercatone Uno-Albacom ___ | Mercatone Uno-Albacom ___ |
| ------------------------- | ------------------------- | ------------------------- |
| Num                       | Coureur                   | Pos                       |
| 121                       | Marco Velo (ITA)          |                           |
| 122                       | Marco Artunghi (ITA)      |                           |
| 123                       | Maurizio Caravaggio (ITA) |                           |
| 124                       | Massimo Cigana (ITA)      |                           |
| 126                       | Gianmario Ortenzi (ITA)   |                           |
| 127                       | Massimo Podenzana (ITA)   |                           |

| Memory Card-Jack & Jones MCJ | Memory Card-Jack & Jones MCJ | Memory Card-Jack & Jones MCJ |
| ---------------------------- | ---------------------------- | ---------------------------- |
| Num                          | Coureur                      | Pos                          |
| 131                          | Bo Hamburger (DEN)           |                              |
| 132                          | Frank Corvers (BEL)          |                              |
| 133                          | Tristan Hoffman (NED)        |                              |
| 134                          | Allan Johansen (DEN)         |                              |
| 135                          | Arvis Piziks (LAT)           |                              |
| 136                          | Jacob Moe Rasmussen (DEN)    |                              |
| 137                          | Martin Rittsel (SWE)         |                              |

| Lotto-Adecco LOT | Lotto-Adecco LOT           | Lotto-Adecco LOT |
| ---------------- | -------------------------- | ---------------- |
| Num              | Coureur                    | Pos              |
| 141              | Andreï Tchmil (BEL)        | 2e               |
| 142              | Serge Baguet (BEL)         |                  |
| 143              | Fabien De Waele (BEL)      |                  |
| 144              | Christophe Detilloux (BEL) |                  |
| 145              | Thierry Marichal (BEL)     |                  |
| 146              | Kurt Van de Wouwer (BEL)   |                  |
| 147              | Paul Van Hyfte (BEL)       |                  |
| 148              | Rik Verbrugghe (BEL)       | 6e               |

| La Française des jeux FDJ | La Française des jeux FDJ | La Française des jeux FDJ |
| ------------------------- | ------------------------- | ------------------------- |
| Num                       | Coureur                   | Pos                       |
| 151                       | Stéphane Heulot (FRA)     |                           |
| 152                       | Frédéric Guesdon (FRA)    | 18e                       |
| 153                       | Fabrizio Guidi (ITA)      |                           |
| 154                       | Frank Høj (DEN)           | 14e                       |
| 155                       | Xavier Jan (FRA)          |                           |
| 156                       | Christophe Mengin (FRA)   |                           |
| 157                       | Lars Michaelsen (DEN)     |                           |
| 158                       | Nicolas Vogondy (FRA)     |                           |

| Polti PLT | Polti PLT              | Polti PLT |
| --------- | ---------------------- | --------- |
| Num       | Coureur                | Pos       |
| 161       | Richard Virenque (FRA) |           |
| 162       | Enrico Cassani (ITA)   |           |
| 163       | Mirko Celestino (ITA)  | 17e       |
| 164       | Michele Colleoni (ITA) |           |
| 165       | Mirko Crepaldi (ITA)   |           |
| 167       | Eddy Mazzoleni (ITA)   |           |
| 168       | Fabio Sacchi (ITA)     |           |

| AG2R Prévoyance A2R | AG2R Prévoyance A2R        | AG2R Prévoyance A2R |
| ------------------- | -------------------------- | ------------------- |
| Num                 | Coureur                    | Pos                 |
| 171                 | Jaan Kirsipuu (EST)        | 9e                  |
| 172                 | Christophe Agnolutto (FRA) |                     |
| 173                 | Stéphane Barthe (FRA)      |                     |
| 174                 | Alexandre Botcharov (RUS)  |                     |
| 175                 | Artūras Kasputis (LTU)     |                     |
| 176                 | Gilles Maignan (FRA)       |                     |
| 177                 | Benoît Salmon (FRA)        |                     |
| 178                 | Ludovic Turpin (FRA)       |                     |

| Euskaltel-Euskadi EUS | Euskaltel-Euskadi EUS         | Euskaltel-Euskadi EUS |
| --------------------- | ----------------------------- | --------------------- |
| Num                   | Coureur                       | Pos                   |
| 181                   | Iker Flores (ESP)             |                       |
| 182                   | Gorka Arrizabalaga (ESP)      |                       |
| 183                   | Mikel Artetxe (ESP)           |                       |
| 184                   | Alberto López de Munain (ESP) |                       |
| 185                   | José Alberto Martínez (ESP)   |                       |
| 186                   | Iban Mayo (ESP)               |                       |
| 187                   | Josu Silloniz (ESP)           |                       |
| 188                   | Haimar Zubeldia (ESP)         |                       |

| Crédit Agricole C.A | Crédit Agricole C.A      | Crédit Agricole C.A |
| ------------------- | ------------------------ | ------------------- |
| Num                 | Coureur                  | Pos                 |
| 191                 | Thor Hushovd (NOR)       |                     |
| 192                 | Magnus Bäckstedt (SWE)   |                     |
| 193                 | Frédéric Finot (FRA)     |                     |
| 194                 | Sébastien Hinault (FRA)  | 19e                 |
| 195                 | Christopher Jenner (NZL) |                     |
| 196                 | Stuart O'Grady (AUS)     |                     |
| 197                 | Benoît Poilvet (FRA)     |                     |
| 198                 | Jens Voigt (GER)         |                     |

| Jean Delatour DEL | Jean Delatour DEL         | Jean Delatour DEL |
| ----------------- | ------------------------- | ----------------- |
| Num               | Coureur                   | Pos               |
| 201               | Laurent Brochard (FRA)    |                   |
| 202               | Frédéric Bessy (FRA)      |                   |
| 203               | Gilles Bouvard (FRA)      |                   |
| 204               | Cyril Dessel (FRA)        |                   |
| 205               | Patrice Halgand (FRA)     |                   |
| 206               | Eddy Seigneur (FRA)       |                   |
| 207               | Francisque Teyssier (FRA) |                   |
| 208               | Olivier Trastour (FRA)    |                   |

| Bonjour-Toupargel BJT | Bonjour-Toupargel BJT      | Bonjour-Toupargel BJT |
| --------------------- | -------------------------- | --------------------- |
| Num                   | Coureur                    | Pos                   |
| 211                   | François Simon (FRA)       |                       |
| 212                   | Franck Bouyer (FRA)        |                       |
| 213                   | Sylvain Chavanel (FRA)     |                       |
| 214                   | Charles Guilbert (FRA)     |                       |
| 215                   | Frédéric Mainguenaud (FRA) |                       |
| 216                   | Fabrice Salanson (FRA)     |                       |

| Alexia Alluminio ALA | Alexia Alluminio ALA      | Alexia Alluminio ALA |
| -------------------- | ------------------------- | -------------------- |
| Num                  | Coureur                   | Pos                  |
| 221                  | Nicola Minali (ITA)       |                      |
| 222                  | Dario Andriotto (ITA)     |                      |
| 223                  | Christian Auriemma (ITA)  |                      |
| 224                  | Giacomo Battistel (ITA)   |                      |
| 225                  | Stefano Della Santa (ITA) |                      |
| 226                  | Leandro Fioroni (ITA)     |                      |
| 227                  | Eddy Serri (ITA)          |                      |
| 228                  | Marco Villa (ITA)         |                      |

| BigMat-Auber 93 BIG | BigMat-Auber 93 BIG        | BigMat-Auber 93 BIG |
| ------------------- | -------------------------- | ------------------- |
| Num                 | Coureur                    | Pos                 |
| 231                 | Christophe Capelle (FRA)   |                     |
| 232                 | Ludovic Auger (FRA)        |                     |
| 233                 | Alexandre Chouffe (FRA)    |                     |
| 234                 | Carlos Da Cruz (FRA)       |                     |
| 235                 | Oleg Joukov (RUS)          |                     |
| 236                 | Alexei Sivakov (RUS)       |                     |
| 237                 | Jay Sweet (AUS)            |                     |
| 238                 | Sébastien Talabardon (FRA) |                     |

| Saint-Quentin-Oktos ___ | Saint-Quentin-Oktos ___   | Saint-Quentin-Oktos ___ |
| ----------------------- | ------------------------- | ----------------------- |
| Num                     | Coureur                   | Pos                     |
| 241                     | Oleg Kozlitine (KAZ)      |                         |
| 242                     | Linas Balčiūnas (LTU)     |                         |
| 243                     | Jérôme Desjardins (FRA)   |                         |
| 244                     | Mindaugas Goncaras (LTU)  |                         |
| 245                     | Saulius Ruškys (LTU)      |                         |
| 246                     | Ole Sigurd Simensen (NOR) |                         |
| 247                     | Vincent Templier (FRA)    |                         |